# Schlanker Regenbogen-Lippfisch

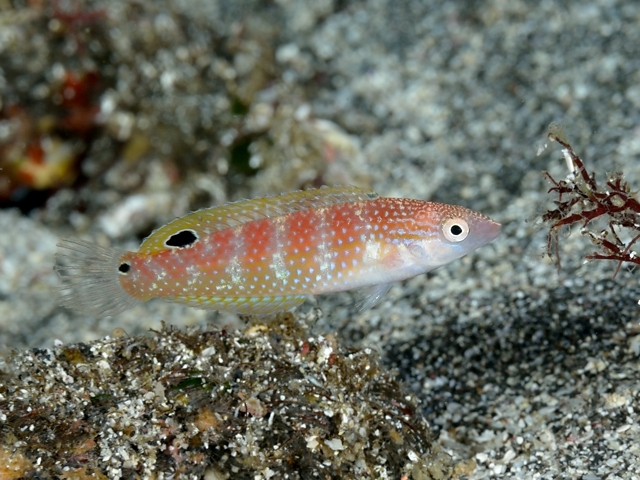
Jungfisch oder Weibchen

Der Schlanke Regenbogen-Lippfisch (Suezichthys arquatus) gehört zu der von J. L. B. Smith 1957 als Suezia beschriebenen, aus Prioritätsgründen 1958 in Suezichthys umbenannten Gattung der Corinae oder Julidinae innerhalb der Familie der Lippfische. Die Benennung Suezichthys erfolgte wohl im Hinblick auf die Zentenarfeier des Baubeginns (1857) des Suezkanals und weniger in Anlehnung an das Verbreitungsgebiet der Gattung – obgleich eine frühe Art (caudovittatus Std. 1898) bis ins nördliche Rote Meer vorkommt. Suezichthys arquatus wurde aber erst 1985 als eigene Art abgegrenzt.

## Merkmale
Dieser kleine (13 cm) indoaustralische Lippfisch ist ausgesprochen bunt. Der Artname arquatus ist wohl eine Anspielung auf den Regenbogen (altlat. arquus, klassisch arcus; arquatus „regenbogenfarben“). Charakteristisch sind zwei schräge blaue Bänder vom Interoperculare zum unteren Teil des Operculare. Die Rückenflosse ist rot, hinten und an der Basis gelblich. Die Afterflosse ist dunkel burgunderrot, die Schwanzflosse unten rot, oben gelb. Die Brustflossenstrahlen haben feine rote Linien, die Basis ist gelb. Die Bauchflossen sind blau. Oft sind (besonders bei Jungfischen und Weibchen) Augenflecken vorhanden: am Hinterende der Dorsalis (ein schwarzer Fleck auch am Vorderende) und in der oberen Hälfte der Schwanzwurzel. Der Rumpf ist oft gelb- bis karminrot mit (ca. 6) hellen oder dunklen Querbinden oder ebensolchem Längsband. Das zentrale Feld jeder Schuppe kann türkisblau sein, und wenn diese Flecken verschmelzen, entstehen weitgehend türkisblaue Individuen. Zwischen Kopf und Rückenflosse liegen fünf Schuppen (selten vier oder nur drei); hinter dem Auge gibt es zwei Schuppenreihen und unter dem Auge drei auf der „Wange“.
Die meristischen (zählbaren) Merkmale sind unterfamiliencharakteristisch: 
- 25 Wirbel (und ca. 3 Schuppen pro „Segment“, d. h. Myotom).
- Flossenformel: D IX/11, A III/10, P 10-11, V I/5, C 11.

Bei alten Tieren (also Männchen, 5–7 Jahre alt) wird die Schwanzflosse asymmetrisch (wie bei vielen ebenfalls benthophagen Sciaenidae). Die Seitenlinie verläuft ziemlich weit dorsal (auf der Rückenseite: oberhalb von ihr liegen nur 3 Schuppenreihen, unterhalb 7).

## Vorkommen
Westpazifik: Neukaledonien, New South Wales, Norfolkinsel, Neuseeland (NO-Küste), Kermadecinseln, Ogasawara-Inseln.

## Lebensweise
Der Fisch lebt in Riff(lagun)en über Sand wie die meisten verwandten Labriden (in 25–100 m Tiefe).  Als Speisefisch spielt er wegen seiner Kleinheit keine nennenswerte Rolle.